# Christina Kendziorski
Christina Marie Kendziorski é uma bioestatística cuja pesquisa envolve genómica, genética estatística e análise estatística de dados de sequenciamento de alto rendimento. Ela é professora do Departamento de Bioestatística e Informática Médica da Universidade de Wisconsin-Madison.

## Educação e carreira
Kendziorski cresceu em conjuntos habitacionais de Chicago, num apartamento compartilhado pela sua mãe e avó, nenhuma das quais tinha educação universitária. Ela obteve o diploma de bacharel em matemática em 1992 pela University of Wisconsin – Eau Claire, e concluiu o seu doutoramento em 1998, na Marquette University, onde estudou matemática com especialização em bioestatística. A sua dissertação, supervisionada por Peter J. Tonellato, foi Um Modelo Matemático Fisiológico Baseado em Registros de Pressão Arterial.
Após completar o seu doutoramento, Kendziorski tornou-se bolsista de pós-doutorado na Universidade de Wisconsin-Madison. Lá, ela foi contratada como docente regular em 2001. Desde 2010, ela dirige o programa de Genética Estatística e Genómica no Instituto de Pesquisa e Clínica de Wisconsin.

## Reconhecimento
Kendziorski tornou-se Fellow da American Statistical Association em 2018.